# 千葉県専修学校一覧
千葉県専修学校一覧（ちばけんせんしゅうがっこういちらん）は、千葉県専修学校の一覧。

## 公立専修学校
文部科学省Webサイト内「公立専修学校一覧」より

### 船橋市
- 船橋市立看護専門学校

### 木更津市
- 君津中央病院附属看護学校

### 松戸市
- 松戸市立総合医療センター附属看護専門学校

### 野田市
- 千葉県立野田看護専門学校

### 市原市
- 千葉県立鶴舞看護専門学校

### 東金市
- 千葉県立農業大学校

## 私立専修学校
千葉県私立専修学校名簿（令和5(2023)年9月4日現在）より

### 千葉市

#### 中央区
- 千葉女子専門学校
- 千葉調理師専門学校
- 千葉情報経理専門学校
- 国際医療福祉専門学校
- 国際トラベル・ホテル・ブライダル専門学校
- 専門学校ちば愛犬動物フラワー学園
- 東洋理容美容専門学校
- パリ総合美容専門学校千葉校
- 千葉日建工科専門学校（休校中）
- 上野法科ビジネス専門学校
- 京葉介護福祉専門学校
- 国立病院機構千葉医療センター附属看護学校
- 東京IT会計法律専門学校千葉校
- ジェイヘアメイク美容専門学校
- 千葉デザイナー学院
- 千葉市青葉看護専門学校
- 千葉医療秘書&IT専門学校
- 千葉リゾート&スポーツ専門学校
- 千葉ビューティー&ブライダル専門学校
- 大原簿記公務員専門学校千葉校
- 大原医療秘書福祉専門学校千葉校
- ハッピー製菓調理専門学校
- アイエステティック専門学校
- 千葉こども専門学校
- 北原学院千葉歯科衛生専門学校

#### 花見川区
- 組合立千葉美容専門学校

#### 稲毛区
- 専門学校国際理工カレッジ
- イーストウエスト外国語専門学校
- 山王看護専門学校

#### 若葉区
- 千葉モードビジネス専門学校

#### 美浜区
- 関東鍼灸専門学校
- 千葉県自動車整備商工組合立専門学校千葉県自動車大学校

### 船橋市
- 船橋情報ビジネス専門学校
- 専修学校早稲田予備学校西船橋校
- ユニバーサルビューティーカレッジ

### 館山市
- 安房医療福祉専門学校

### 木更津市
- 木更津看護学院

### 松戸市
- 日本大学松戸歯学部附属歯科衛生専門学校
- 日本国際工科専門学校
- 松山学園松山福祉専門学校
- 北原学院歯科衛生専門学校
- 専門学校ニホン国際ITカレッジ

### 野田市
- 野田鎌田学園高等専修学校

### 成田市
- 成田国際福祉専門学校
- 二葉看護学院
- 専門学校藤リハビリテーション学院
- 成田航空ビジネス専門学校
- 専門学校日本自動車大学校

### 旭市
- 独立行政法人総合病院国保旭中央病院附属看護専門学校

### 習志野市
- 習志野調理師専門学校
- 千葉薬事専門学校
- 大原簿記公務員医療情報ビジネス専門学校津田沼校
- 専修学校河合塾津田沼校
- 駿台予備学校津田沼校

### 柏市
- 柏調理師専門学校（2017年に廃校）
- 大原簿記法律専門学校柏校
- パリ総合美容専門学校柏校
- 千葉・柏リハビリテーション学院
- 専修学校河合塾柏校
- 慈恵柏看護専門学校
- 駿台予備学校柏校

### 市原市
- 市原看護専門学校
- 独立行政法人労働者健康福祉機構千葉労災看護専門学校
- 東和IT専門学校

### 流山市
- 江戸川学園おおたかの森専門学校
- 勤医会東葛看護専門学校

### 八千代市
- 東京動物専門学校
- 八千代リハビリテーション学院

### 我孫子市
- あびこ助産師専門学校
- スカイ総合ペット専門学校

### 鴨川市
- 亀田医療技術専門学校

### 君津市
- 千葉医療福祉専門学校

### 四街道市
- 専門学校新国際福祉カレッジ

### 袖ケ浦市
- 専門学校自動車総合大学校袖ケ浦校

### 印西市
- 日本医科大学看護専門学校

### 白井市
- 専門学校中央自動車大学校

### 香取市
- 香取おみがわ医療センター附属看護専門学校

### 長生郡
- 専門学校マーキュリー情報コミュニケーションカレッジ

### 夷隅郡
- 専門学校三育学院カレッジ

## 脚註
1. ↑  “公立専修学校一覧” (PDF).   文部科学省 (2022年4月). 2024年1月18日閲覧。